# Ruimtesonde

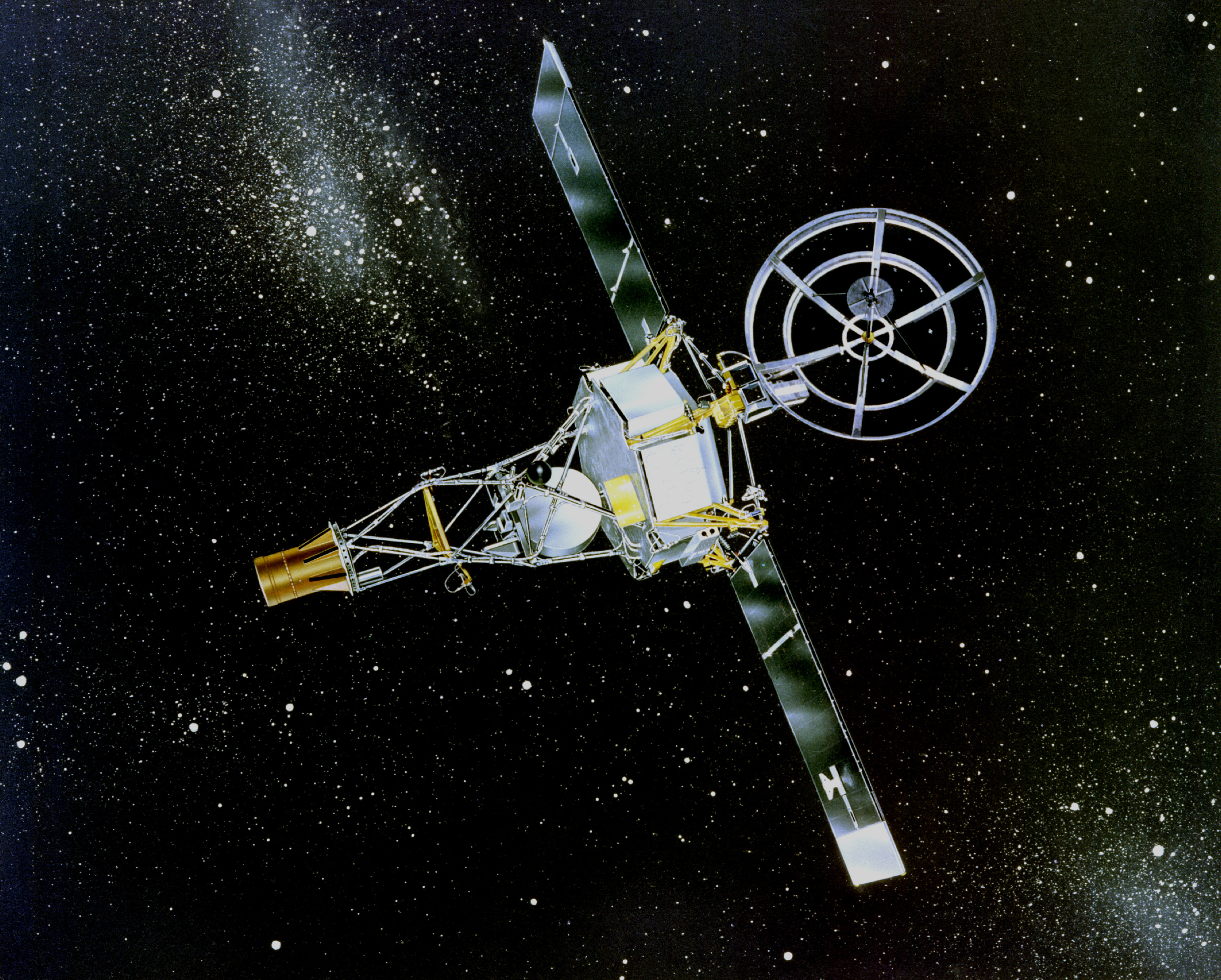
Mariner 2

Een ruimtesonde is een onbemand ruimtevaartuig voor onderzoeksdoeleinden in het universum. In tegenstelling tot de meeste kunstmatige satellieten draaien ruimtesondes niet in een baan om de aarde, maar reizen ze naar verder gelegen doelen zoals andere planeten en zelfs plaatsen buiten het zonnestelsel.
Afhankelijk van het doel van de missie kan een ruimtesonde:
- later een satelliet worden in een baan rondom een ander hemellichaam,
- landen op een terrestrische planeet (en eventueel terugkeren naar aarde)
- afdalen in een gasreus
- voor onbepaalde tijd blijven reizen

Loena 1 was de eerste succesvolle ruimtesonde en werd op 2 januari 1959 gelanceerd door de Sovjet-Unie. Na een reis van 34 uur passeerde Loena 1 het maanoppervlak op een afstand van 5995 km. Later zijn er sondes vertrokken naar onder andere Venus, Mars, kometen, Saturnus, Neptunus en intussen hebben meerdere ruimtesondes het zonnestelsel verlaten.